# 本阿拉勒 (艾因迪夫拉省)
35°03′N 0°47′E / 35.050°N 0.783°E
本阿拉勒（阿拉伯语：‎），是阿爾及利亞的城鎮，位於該國北部艾因迪夫拉省，由米利亞納區負責管轄，面積102平方公里，2008年人口9,068，人口密度每平方公里89人。